# Corona (academie)

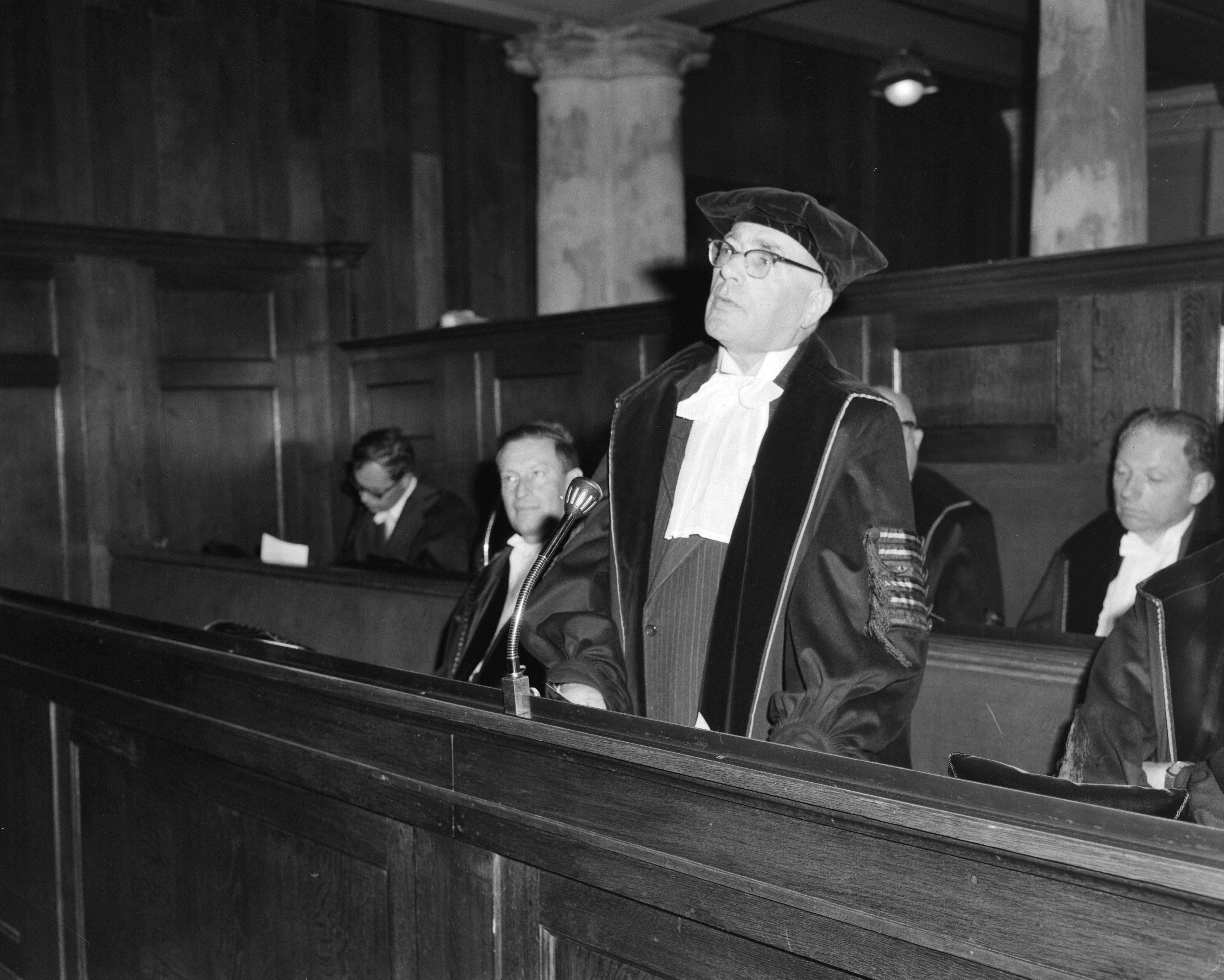
Corona

Een corona is het gezelschap hoogleraren, universitaire (hoofd)docenten en andere deskundigen die oppositie voeren bij een wetenschappelijke promotie.
Tot deze corona behoren in Nederland doorgaans de (co-)promotor(en), een afgevaardigde van het college voor promoties van de universiteit en de beoordelingscommissie van het proefschrift dat door de promovendus verdedigd wordt. Ook andere deskundigen, veelal hoogleraren, kunnen deel uitmaken van de corona. De samenstelling is in het promotiereglement van elke universiteit vastgelegd.
De term corona wordt ook - en werd wellicht oorspronkelijk - gebruikt om de plaats aan te duiden waar het voornoemde gezelschap zitting neemt.